# Clapham South (metrostation)
Clapham South is een station van de metro van Londen aan de Northern Line dat werd geopend op 13 september 1926.

## Geschiedenis
In 1922 diende UERL, de eigenaar van de City and South London Railway (C&SLR), een voorstel in om de lijn ten zuiden Clapham Common door te trekken. Van de voorgestelde stations werden er zeven, waaronder het station aan de zuidkant van het park Clapham Common, goedgekeurd en de aanleg begon in 1923. Voor de naam van het station deden Balham North en Nightingale Lane de ronde maar bij de opening werd het Clapham South. Het station werd opgetrokken naar het standaardontwerp van Charles Holden die door Franck Pick, de algemeen directeur van UERL, was ingehuurd uit onvrede over de ontwerpen van huisarchitect Stanley Heaps. Holden ontwierp een betonnen doos van twee bouwlagen bekleed met witte portlandsteen met een deuropening op de begane grond en daarboven een glazen wand. Op het glas kwam het grote logo van de Londense metro geflankeerd door twee zuilen met een kapiteel in de vorm van het logo van de Londense metro in 3D. Hierdoor was het ontwerp meteen herkenbaar als metrostation. De zuidelijke verlenging werd op 13 september 1926 geopend, in 1933 werd het openbaar vervoer in Londen genationaliseerd in de London Passenger Transport Board (LPTB). In 1937 kregen de Hampstead Tube en de C&SLR de gemeenschappelijke naam Northern Line en een jaar later lag er een plan voor een grootprofiellijn tussen Golders Green en de zuidelijke voorsteden. De tunnel moest onder de West-End tak van de Northern Line lopen. LPTB kreeg geen fondsen voor de aanleg maar toen de Tweede Wereldoorlog uitbrak werd toestemming gegeven voor de ruwbouw van de stations onder de voorwaarde dat deze tot het einde van de oorlog als schuilkelders gebruikt zouden worden. Clapham South is een van de acht metrostations waar de schuilkelder daadwerkelijk is gebouwd. Na afloop van de oorlog waren er geen fondsen om de lijn te bekostigen zodat er geen tweede metrolijn Clapham South aandoet. Het station is in de jaren negentig van de twintigste eeuw opgeknapt en voorzien van nieuwe vloeren, tegels en cameratoezicht, terwijl tegelijk originele elementen van het ontwerp van Charles Holden zijn hersteld of gereproduceerd. Deze restauratie werd bekroond met een National Railway Heritage Award.

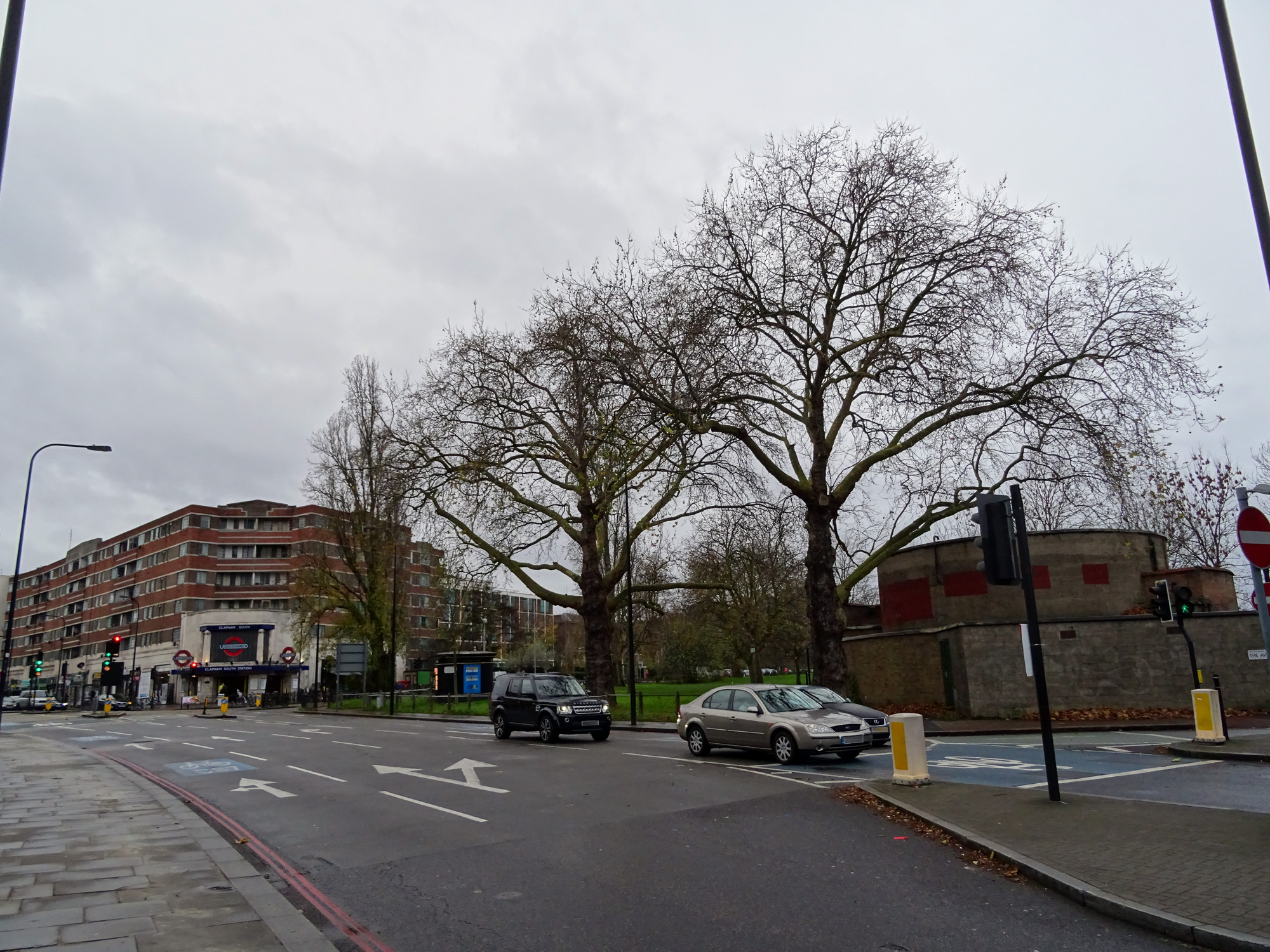
Het station links en de ingang van de schuilkelder rechts gezien vanaf Englewood Road
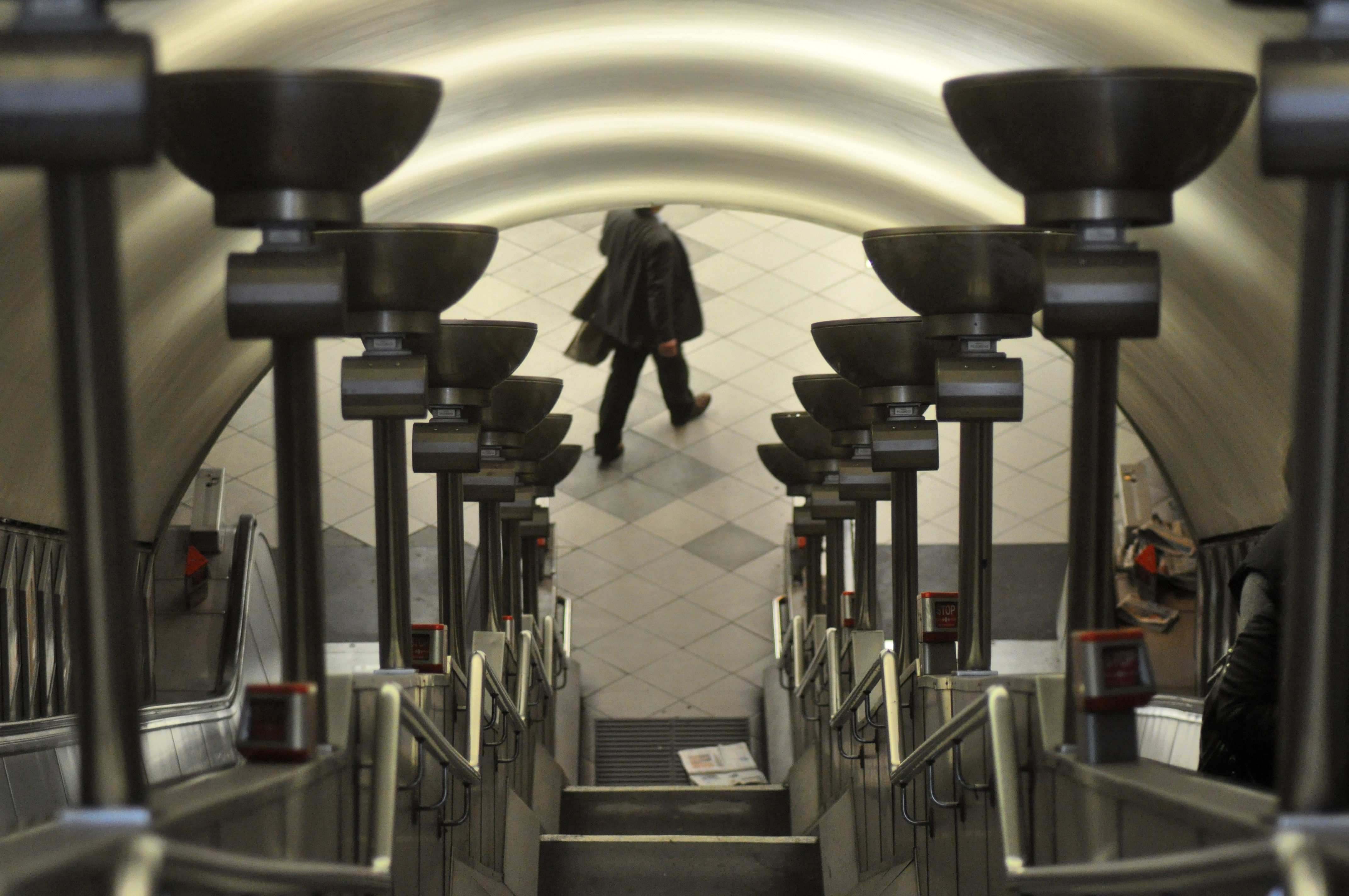
Van boven naar beneden
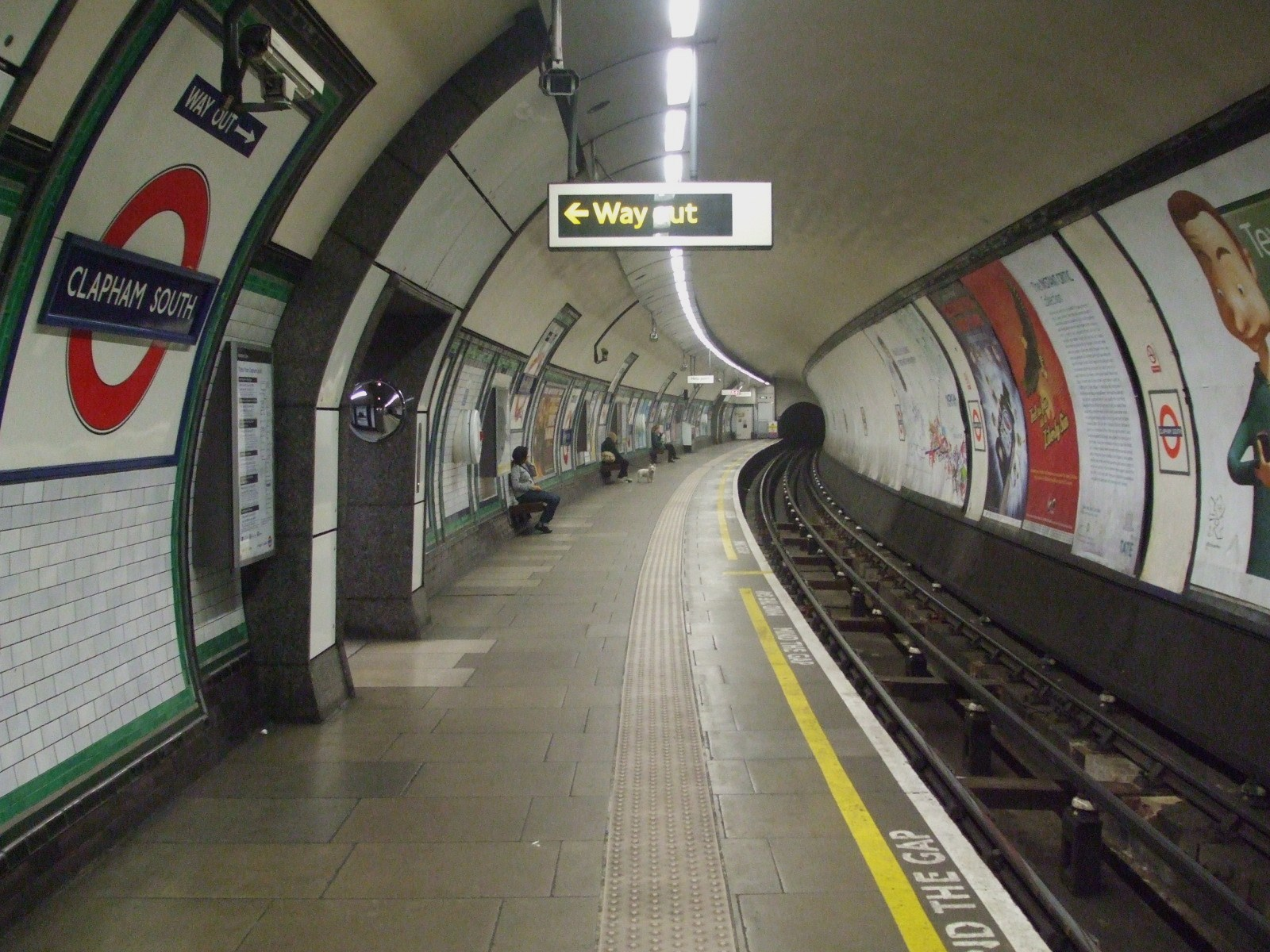
Het oostelijke perron

## Ligging en inrichting
Het station bevindt zich op de hoek van Balham Hill ( A24 ) en Nightingale Lane en kende in 1926 twee zijvleugels met elk drie winkels en in het midden het hogere stationsgebouw. In het midden van de jaren dertig kwamen de appartementen boven het station, genaamd Westbury Court, gereed. Verder werd de rij winkels op de begane grond langs Balham Hill doorgetrokken in dezelfde stijl als het station. De ingangen naar de schuilkelder liggen in het park aan de overkant van Nightingale Lane en onder een appartementen gebouw ten zuiden van het station tegenover Gaskarth Road. Bovengronds gaan de reizigers in het stationsgebouw door de toegangspoortjes, achter de toegangspoortjes verbinden roltrappen en een vaste trap de stationshal met een verdeelhal tussen de perrons onder de weg tussen het stationsgebouw en Englewood Road. De roltrappen worden geflankeerd door lampen die het plafond beschijnen en daarmee voor indirecte verlichting zorgen. De wanden van het station zijn afgewerkt met geglazuurde tegels die eveneens door Holden zijn ontworpen.

## Empire Windrush
Londen had na de oorlog een ernstig tekort aan arbeidskrachten en het Ministerie van Koloniën probeerde om arbeidskrachten in Jamaica te werven. Op 13 april 1948 verscheen in de Jamaicaanse krant Daily Gleaner een advertentie waarin vervoer naar het Verenigd Koninkrijk werd aangeboden. Het transportschip HMT Empire Windrush was snel gevuld en arriveerde met 492 immigranten in Tilbury. Omdat er geen onderdak was voor alle immigranten uit West-Indië huisvestte het Ministerie van Koloniën velen van hen tijdelijk in de schuilkelder in Clapham South. Sinds 2016 kan de ondergrondse schuilkelder door het publiek worden bezocht.